# Phyllotreta temperei
Phyllotreta temperei es una especie de insecto coleóptero de la familia Chrysomelidae. Fue descrita científicamente vez en 1974 por Doguet.